# Metacemyia setosa
Metacemyia setosa là một loài ruồi trong họ Tachinidae.